# Bazac
Bazac é uma comuna francesa na região administrativa da Nova Aquitânia, no departamento de Charente. Estende-se por uma área de 4,92 km². Em 2010 a comuna tinha 146 habitantes (densidade: 29,7 hab./km²).